# Alemparte (Villar de Barrio)
Alemparte es una entidad de población del lugar de Porto, situada en la parroquia de Maus, del municipio español de Villar de Barrio, en la provincia de Orense, Galicia.

## Demografía
| Gráfica de evolución demográfica de Alemparte entre 2000 y 2023 |
|                                                                 |
| Datos según el nomenclátor publicado por el INE.                |